# Cumbia rebajada
Cumbia rebajada es un subgénero musical derivado de la cumbia colombiana y la cumbia mexicana surgido en la ciudad de Monterrey, México.

## Características
Dado que surgió a partir de una manipulación tecnológica fuera de su interpretación en vivo, la cumbia rebajada emula la rítmica y dotación instrumental clásica de la cumbia colombiana (percusiones, bajo y trompetas) y el vallenato (caja, guacharaca y acordeón) pero a un tempo más lento que esta, aproximadamente a 76 pulsaciones por minuto. Ello resulta en un ritmo más lento, con los metales (trompetas y saxofones) y acordeones con un sonido más profundo y la voz del cantante más grave. La rebajada originó un baile más pausado y habría ayudado a comprender y cantar las letras de las canciones colombianas al público mexicano.

## Historia
Debido a la inmigración de colombianos a la ciudad de Monterrey en la segunda mitad del siglo XX y la importación de discos desde la Ciudad de México distintos géneros musicales de ese país se popularizaron tales como la cumbia, el vallenato y el porro. Dicha popularización a través de bailes públicos y fiestas daría origen al fenómeno conocido como colombias o lo colombia en los años 60 en sitios como la colonia Independencia, la "Indepe". Según Gabriel Duéñez, sonidero por cuatro décadas y coleccionista de música colombiana de Monterrey, la rebajada tuvo origen de manera accidental cuando en su Sonido Duéñez el control de las pulsaciones por minuto del reproductor musical se averió y comenzó a interpretar la música colombiana con menor velocidad, dando resultado un ritmo "más rebajado, más aguado".

De tanto tocar, de cinco a seis horas, el equipo se calentó provocando que diera menos revoluciones al disco, y así llegó el tono rebajado. Ya después trate de reparar la tornamesa y, pues no pude, mejor así la dejé.
Gabriel Duéñez

Los asistentes a sus bailes comenzaron a pedir que Duéñez interpretara la música "rebajada" y no en su ritmo normal. Tanto Gabriel como otros vendedores de Monterrey comenzaron a comerciar casetes y posteriormente discos compactos de versiones rebajadas de cumbias populares. Dada la afición de las personas, los grupos de música colombiana de Monterrey comenzaron a componer e interpretar a ese ritmo. La cumbia rebajada y la subcultura colombias permanecería en Monterrey, siendo parte de las características del fenómeno cultural llamado cholombiano. La estética rebajada sería también una influencia en el sonidero en donde agrupaciones como Sonido La Changa y Sonido Siboney prosiguen el estilo manipulando el tempo de antiguas canciones colombianas convirtiéndolas en éxitos en México y Centroamérica.
Según el DJ, y productor musical Toy Selectah la cumbia rebajada es "el dubstep de la cumbia". DJs, productores y músicos de distintas nacionalidades han mezclado cumbia rebajada con otros ritmos como el propio dubstep y el reggae.